# Krzysztof Dowhań
Krzysztof Dowhań (ur. 5 stycznia 1956 w Warszawie) – polski bramkarz i trener bramkarzy. Od 2001 pracuje w Legii Warszawa.

## Kariera piłkarska
Jest wychowankiem Sarmaty Warszawa, skąd trafił do zespołu stołecznej Gwardii. W milicyjnym klubie był rezerwowym. Od 1979 do 1989 był zawodnikiem Polonii Warszawa, występującej w II i III lidze.

## Kariera szkoleniowa
Pracę trenerską rozpoczął w Polonii Warszawa jako grający asystent w pierwszym zespole, następnie opiekował się drużyną rezerw, z którą wywalczył awans z V do III ligi. Następnie zdecydował się na szkolenie bramkarzy. Pracował z drużynami Polonii, które zdobyły wicemistrzostwo Polski w 1998 i mistrzostwo Polski w 2000. Jego podopiecznymi byli wówczas m.in. Mariusz Liberda, Maciej Szczęsny i Piotr Wojdyga. Krótko był związany z Orlenem Płock, a od 2001 jest opiekunem bramkarzy Legii Warszawa. W Legii szkolił m.in. Radostina Stanewa, Artura Boruca, Łukasza Fabiańskiego, Jána Muchę, Dušana Kuciaka, Arkadiusza Malarza, Radosława Majeckiego, Kacpra Tobiasza. W tym czasie zespół Legii dziewięć razy sięgnął po mistrzostwo Polski (2002, 2006, 2013, 2014, 2016, 2017, 2018, 2020, 2021).
Pracował również z Wojciechem Szczęsnym przed jego przejściem do Arsenalu.